# Prusinowo (Działdowo)
Prusinowo (deutsch Pruschinowo) ist ein Ort in der polnischen Woiwodschaft Ermland-Masuren und gehört zur Gmina Działdowo (Landgemeinde Soldau) im Powiat Działdowski (Kreis Soldau).

## Geographische Lage
Prusinowo liegt im Südwesten der Woiwodschaft Ermland-Masuren, 26 Kilometer südwestlich der früheren Kreisstadt Neidenburg (polnisch Nidzica) bzw. vier Kilometer südwestlich der heutigen Kreismetropole Działdowo (deutsch Soldau i. Ostpr.).

## Geschichte
1455 wurde Prussenau (nach 1455 Prusinowo Heyde, nach 1687 Prussinowo, nach 1785 Pruszinowen und nach 1820 Pruschinowo) erstmals erwähnt und bestand ursprünglich lediglich aus einem großen Hof. 1874 kam der Gutsbezirk Pruschinowo zum neu errichteten Amtsbezirk Niederhof (polnisch Księży Dwór) im ostpreußischen Kreis Neidenburg. Am 11. Dezember 1884 wurde Pruschinowo in den Gutsbezirk Niederhof eingemeindet. Die Einwohnerzahl Pruschinowos belief sich 1905 auf 61.
Als am 10. Januar 1920 alle Orte im Soldauer Gebiet aufgrund des Versailler Vertrages an Polen abgetreten werden mussten, war auch Pruschinowo als Wohnplatz der Gemeinde Niederhof davon betroffen. 1934 in die polnische Landgemeinde Działdowo eingegliedert kam Pruschinowo 1939 mit Niederhof wieder zum Deutschen Reich, wurde dem Amtsbezirk Kyschienen (polnisch Kisiny) und 1940 wieder dem Kreis Neidenburg zugeordnet.
In Kriegsfolge wurde 1945 das gesamte südliche Ostpreußen an Polen überstellt. Pruschinowo erhielt die polnische Namensform „Prusinowo“ und ist heute wieder „część wsi Księży Dwór“ (= „ein Teil des Dorfes Księży Dwór“ (Niederhof)) und somit eine Ortschaft innerhalb der Gmina Działdowo (Landgemeinde Soldau) im Powiat Działdowski (Kreis Soldau), bis 1998 der Woiwodschaft Ciechanów, seither der Woiwodschaft Ermland-Masuren zugehörig.

## Kirche
Vor 1945 war Pruschinowo in die evangelische Pfarrkirche Soldau in der Kirchenprovinz Ostpreußen der Kirche der Altpreußischen Union bzw. ab 1920 in die Diözese Działdowo der Unierten Evangelischen Kirche in Polen sowie in die römisch-katholische St.-Adalbert-Kirche Soldau eingegliedert. Heute gehört Prusinowo evangelischerseits zur Erlöserkirche Działdowo in der Diözese Masuren der Evangelisch-Augsburgischen Kirche in Polen sowie katholischerseits zur Kreuzerhöhungskirche Działdowo im Bistum Toruń (Thorn).

## Verkehr
Prusinowo liegt an einer Nebenstraße, die in Działdowo von der Woiwodschaftsstraße 544 abzweigt und über Gnojno in die Woiwodschaft Masowien und zur Woiwodschaftsstraße 563 verläuft. Einen Bahnanschluss gibt es nicht.

## Persönlichkeit
- Jan Bartkowski (* 19. November 1811 in Pruschinowo), Teilnehmer am Novemberaufstand, Revolutionär und Karbonari († 1893)